# سماوية
السَّماوية أو السَّلَسْتة أو بيانو الجرس ذاتي الصوت مضروب يُشغل بواسطة لوحة مفاتيح . يشبه البيانو القائم (أربعة أو خمسة أجوبة) وإن كان ذو مفاتيح أصغر وخزانة أصغر بكثير أو صندوق موسيقى خشبي كبير (ثلاثة أجوبة). تتصل المفاتيح بمطارق تصطدم بمجموعة متدرجة من الصفائح المعدنية (عادةً ما تكون فولاذية) أو قضبان معلقة فوق رنانات خشبية. عادةً ما تحتوي الأنواع ذات الأربعة أو خمسة أجوبة على دواسة مخمد تعمل على الحفاظ على الصوت أو إخماده. لا تحتوي الآلات ذات الثامنات الثلاثة على دواسة بسبب تصميمها الصغير "أعلى المنضدة". واحدة من أشهر الأعمال التي تستخدم السماوية هي "رقصة جنية السكر البرقوق" لبيتر إلِتش جَيكوفسكي كسارة البندق.